# On the Horizon
On the Horizon è il secondo singolo estratto dal secondo album di Melanie C, Reason.
La canzone è stata scritta e prodotta da Rick Nowels e Gregg Alexander dei New Radicals e l'omonimo singolo è stato pubblicato il 2 giugno 2003 dall'etichetta discografica Virgin con l'inclusione delle b-side I Love You Without Trying e Wonderland.
Il singolo ha raggiunto la posizione numero 14 della classifica britannica.

## Tracce e formati
- UK CD

1. "On the Horizon" [Radio Mix] - 3:36
2. "I Love You Without Trying" - 4:10

- UK DVD

1. "On the Horizon" (music video) - 3:33
2. "Never Be the Same Again" [Acoustic] - 4:07
3. "Wonderland" - 6:17
4. Behind the Scenes at "On the Horizon" Video shoot - 2:00

- Europe CD Maxi

1. "On the Horizon" [Radio Mix] - 3:36
2. "I Love You without Trying" - 4:10
3. "Goin' Down" [Live acoustic version] - 3:39

## Classifiche
| Paese               | Posizione massima |
| ------------------- | ----------------- |
| Belgio (Fiandre)    | 5                 |
| Regno Unito         | 14                |
| Belgio (Vallonia)   | 16                |
| Classifica mondiale | 21                |
| Irlanda             | 34                |
| Paesi Bassi         | 54                |
| Italia              | 60                |
| Germania            | 80                |